# Cativella semitranslucens
Cativella semitranslucens är en kräftdjursart som först beskrevs av Crouch 1949.  Cativella semitranslucens ingår i släktet Cativella och familjen Trachyleberididae. Inga underarter finns listade i Catalogue of Life.